# Маркина, Анна Игоревна
Анна Игоревна Маркина (род. 17 сентября 1989 г., Москва) — российская  поэтесса, прозаик, критик, издатель.

## Биография
Выросла в г. Климовске. С отличием окончила Литературный институт им. А. М. Горького (семинар детской литературы под руководством А. П. Торопцева).
Стихи и проза публиковались в толстых журналах: «Волга», «День и ночь», «Дружба Народов», «Звезда», «Зинзивер», «Интерпоэзия», «Кольцо А», «Новый журнал», Prosodia, «Слово/Word», «Южное сияние», «Юность», в газетах: «Учительская Газета», «Независимая Газета» и др., различных альманахах и сборниках. Эссеистика и критика выходили в журналах «Дети Ра», «Лиterraтура», «Новый берег», «Урал», «Формаслов». Переводы — в журналах «Дружба Народов», «Крещатик».
В 2017 году вместе с поэтом Евгенией Джен Барановой создала арт-группу #белкавкедах, которая занимается организацией поэтических выступлений и культуртреггерскими проектами в сфере литературы.
С 2019 года — главный редактор литературного журнала «Формаслов». С 2020 года — главный редактор одноименного издательства.
Член Союза Писателей Москвы, Союза российских писателей, Южнорусского Союза Писателей.

## Книги
- «Слон»: [стихотворения] / Анна Маркина. — М.: Алькор Паблишерс, 2014
- «Кисточка из пони»: [стихотворения и поэмы] / Анна Маркина. — Москва: Новое время, 2016. ISBN 978-5-9908338-4-5
- «Сиррекот, или Зефировая Гора»: [повесть для детей и взрослых] / Анна Маркина: Стеклограф, 2019. ISBN 978-5-4465-2152-4
- «Осветление»:  [стихотворения] / Анна Маркина. — М.: Формаслов, 2021. ISBN 978-5-6046172-2-9
- «Мышеловка»:  [стихотворения] / Анна Маркина. — М.: СТиХИ, 2021. ISBN  978-5-6047332-0-2
- «Кукольня»: [роман] / Анна Маркина. — М.: Формаслов, 2023. ISBN 978-5-6049777-3-6

## Современники об Анне Маркиной
Сергей Алиханов, «Новые Известия»:
```
«Абсолютное владение стилем и формой, легкость руки, открытая и добрая душа! При полном отсутствии личностного пафоса, который так порой утяжеляет тексты язвительной иронией и скрытой завистью. В поэзии Анны Маркиной все несправедливости и все обиды мира воплощены в чарующую игру слов... Изумительное, вдохновенное и вдохновляющее творчество — чудное, рождающее надежды явление Анны Маркиной в русской поэзии можно только по-блоковски приветствовать «звоном щита»!» 
[
16
]
```

Александр Карпенко, «Южное Сияние»:
```
«У Анны Маркиной — отменное чувство юмора. Её тексты — это не противостояние детского и взрослого сознания, как многим может показаться. Это «поход» поэзии против стереотипов и прагматизма. Против мещанства и пошлости…» 
[
17
]
```

Эмиль Сокольский, «Лиterraтура»:
```
«Анна Маркина, прозаик и поэт, пишет — тоже одновременно — и для детей, и для взрослых, — не посерьёзневших и не посолидневших настолько, чтобы перестать воспринимать мир как сказочное явление, ценить выдумку, феерию, милый абсурд» 
[
18
]
.
```

Борис Кутенков, Homo Legens:
```
«Вочеловеченность — вот как бы я назвал сущностное свойство этих стихов, делающее их столь симпатичными. Ценно здесь не только умение подмечать детали пространства и сопрягать далековатые понятия, — поэтика Маркиной строится на несовместимых противоречиях бессвязного мира» 
[
19
]
.
```

Александр Евсюков, «Кольцо А» (о книге «Сиррекот, или Зефировая Гора»):
```
«Представим, что вместе на одних книжных страницах сошлись бы персонажи ОБЭРИУтов и Антуана де Сент-Экзюпери, Александра Волкова и Пастернака. Близкие литературные родственники Маленького Принца и Волшебника Изумрудного Города, доктора Живаго и Кольки Панкина из одноимённого рассказа. И всё это гармонично сочеталось бы с приметами современности. Скажете, такой книги быть не может? Однако она, безусловно, есть» 
[
20
]
.
```

## Награды и премии
- Лонг-лист премии «Дебют» (2007, 2015);
- Лауреат конкурса им. Бродского «Критерии свободы» (2014).;
- Шорт-лист премии Независимой Газеты «Нонконформизм» (2015);
- Дипломант Волошинского конкурса (2015);
- Финалист Григорьевской премии (2016);
- Лонг-лист премии «Лицей» (2021, 2022, 2023);
- Финалист в номинации «Критика» премии «Болдинская осень» (2021);
- Победитель в номинации «Детская литература» премии «Восхождение» Русского ПЕН-центра (2021);
- Финалист в номинации «Проза» премии им. Левитова (2022).
- Рассказ «Рыба моя рыба» вошел в шорт-лист премии им. В.П.Катаева (2023)
- Роман «Кукольня» вошел в лонг-лист премии «Большая Книга» (2024)
- Победитель премии «Лицей» в номинации «Проза» (сборник рассказов «Рыба моя рыба») (2024)
- Роман «Кукольня» отмечен премией журнала «Дружба Народов» за лучший роман (2024)
- Победитель премии им. В.П.Катаева (рассказ «Экзема») (2024)
- Победитель в номинации «Критика» премии «Болдинская осень» (2024)
- Лауреат третьей степени Международного конкурса им. С. Михалкова (повесть «Пескарику — с любовью из Тьмы Тараканьей») (2024)